# Томаш Форналь
Томаш Форналь (пол. Tomasz Fornal; нар. 31 серпня 1997, Краків) — польський волейболіст, що грає на позиції догравальника за польський клуб «Ястшембський Венґель» і національну збірну. Найкращий гравець польської Плюс Ліги сезону 2022—2023.

## Життєпис
Грав у клубах «Гутник Ванда» (Краків, Hutnik Wanda), ШСМ ПСПС Спала (SMS PZPS Spała, 2013—2016), «Чарні» (Радом).

### Досягнення
Клубні
- фіналіст Ліги Чемпіонів ЄКВ 2023
- Чемпіон Польщі 2023
- Володар Кубка Польщі

Зі збірною
- Чемпіон Європи U20 (2016[2], у фіналі здолали збірну України на чолі з Олегом Плотницьким[3])
- Чемпіон світу U21 (2017)[4]
- Переможець Ліги націй 2023
- Чемпіон Європи 2023

Індивідуальні
- Найкращий гравець польської Плюс Ліги сезону 2022—2023[5]